# Club Voleibol Guaguas
Il Club Voleibol Guaguas è una società pallavolistica maschile spagnola con sede a Las Palmas de Gran Canaria:milita nel campionato di Superliga.

## Storia

### Antecedenti
Nel 1977 è stato fondato il Calvo Sotelo dall'imprenditore Juan Ruiz e da Felipe Nuez. Alla fine degli anni '80 e per gran parte degli anni '90, questa squadra ha dominato il panorama della pallavolo in Spagna, in diretta rivalità col Son Amar e il Numancia.
Ha vinto la Superliga per cinque volte consecutive tra il 1990 e il 1995. Il club vanta inoltre la vittoria di sei Coppe del Re e una Supercoppa spagnola. In ambito internazionale, durante la stagione 1997-1998 ha raggiunto la Final Four della Coppa delle Coppe.

### Fondazione e primi passi
Venticinque anni dopo il conseguimento dell'ultimo titolo di campionato del Calvo Sotelo, nel 2020 Juan Ruiz è tornato a essere il presidente del nuovo progetto. Paco Sánchez Jover ha assunto il ruolo di vicepresidente e a Sergio Camarero è stata affidata la panchina. È stato adottato il nome Club Voleibol Guaguas, in onore del principale sponsor del club "Guaguas Municipales".
Il club è nato il 20 giugno 2020, accettando il posto in Superliga ceduto dal Club Voleibol 7 Islas. Nell'accordo di cessione, il 7 Islas è stato integrato nella struttura di base di detto club, mantenendo il nome e lo stemma per le squadre affiliate che sono rimaste a Vecindario.

### Debutto nella pallavolo professionistica
Durante la sua prima stagione professionistica, il club ha anche accettato il posto vacante nella Coppa CEV, in cui è stato eliminato ai quarti di finale dalla squadra belga Maaseik. Nelle competizioni nazionali, la squadra ha vinto sia la Coppa del Re, sia la Superliga. Nella Coppa del Re hanno battuto in sequenza il Cabo de Cruz, l'Almería in semifinale, e il Palma in finale. In campionato si sono qualificati ai play-off scudetto, battendo l'Emevé ai quarti di finale, il Melilla in semifinale e l'Almería in finale, ottenendo così il loro primo titolo.
Nella stagione 2021-22 il club non ha vinto trofei: in Superliga ha raggiunto la semifinale dei play-off scudetto, venendo eliminato dall'Almería. L'anno successivo la squadra ha vinto nuovamente la Superliga, rimanendo imbattuta per tutta la regular season e battendo il Río Duero Soria nella finale dei play-off scudetto con un punteggio di 3-0.
Nell'annata 2023-24 ripete il successo in campionato e conquista sia la Supercoppa sia la Coppa del Re, successo bissato anche nell'edizione 2024-25.

## Rosa 2024-2025
| N° | Nome                | Ruolo | Data di nascita   | Nazionalità sportiva |
| -- | ------------------- | ----- | ----------------- | -------------------- |
| 1  | Nicolás Bruno       | S     | 24 febbraio 1989  | Argentina            |
| 2  | Ezequiel Pérez      | L     | 23 ottobre 2006   | Spagna               |
| 5  | Elio Montesdeoca    | C     | 26 agosto 2005    | Spagna               |
| 6  | Francisco de Souza  | O     | 19 giugno 1990    | Brasile              |
| 7  | Miguel Ángel De Amo | P     | 16 settembre 1985 | Spagna               |
| 8  | Unai Larrañaga      | L     | 9 maggio 2000     | Spagna               |
| 10 | Jorge Almansa       | S     | 17 aprile 1991    | Spagna               |
| 11 | Juan Pablo Moreno   | O     | 11 novembre 1997  | Colombia             |
| 12 | Jean Diedhiou       | C     | 8 ottobre 1993    | Spagna               |
| 14 | Tomas Rousseaux     | S     | 31 marzo 1994     | Belgio               |
| 18 | Martín Ramos        | C     | 26 agosto 1991    | Argentina            |
| 20 | Leonardo da Silva   | S     | 31 dicembre 1996  | Brasile              |
| 23 | Aleksej Nalobin     | C     | 3 ottobre 1989    | Russia               |
| 27 | Ángel Trinidad      | P     | 27 marzo 1993     | Spagna               |

## Palmarès
- Campionato spagnolo: 8

1989-90, 1990-91, 1991-92, 1992-93, 1993-94, 2020-21, 2022-23, 2023-24
- Coppa del Re: 9

1988-89, 1990-91, 1991-92, 1992-93, 1995-96, 1996-97, 2020-21, 2023-24, 2024-25
- Supercoppa spagnola: 4

1996, 2021, 2023, 2024
- Coppa Iberica: 1

2023